# Факхри, Наргис
Наргис Факхри (англ. Nargis Fakhri; род. 20 октября 1979, Нью-Йорк, США) — индийская модель и актриса. Принимала участие в шоу «Топ-модель по-американски», её актёрский дебют состоялся в 2011 году в болливудском фильме «Рок-звезда».

## Биография
Наргис родилась в нью-йоркском районе Куинс. Её мать чешского происхождения, а отец — пакистанского. Её родители развелись, когда ей было шесть лет.

## Карьера
Факхри дебютировала в болливудском фильме 2011 года — «Рок-звезда». Эта роль принесла ей несколько номинаций за лучший дебют, в том числе на кинопремию Filmfare.
В 2013 году она появилась в роли британского военного корреспондента в политическом триллере Madras Cafe.
В 2015 году снялась в американском комедийном фильме с элементами боевика — «Шпион».

## Фильмография
| Год  |   | Русское название | Оригинальное название    | Роль                          |
| ---- | - | ---------------- | ------------------------ | ----------------------------- |
| 2011 | ф | Рок-звезда       | Rockstar                 | Хир                           |
| 2013 | ф | Кафе «Мадрас»    | Madras Cafe              | Хая                           |
| 2013 | ф | Герой с плаката  | Phata Poster Nikhla Hero | камео в песне «Dhating Naach» |
| 2014 | ф | Я твой герой     | Main Tera Hero           | Аеша Сайгал                   |
| 2015 | ф | Шпион            | Spy                      | Лиа                           |
| 2016 | ф |                  | Azhar                    | Сангита Биджлани              |
| 2016 | ф | Полный дом 3     | Housefull 3              | Сарасвати «Сара» Патель       |
| 2016 | ф | Выстрел          | Dishoom                  | Самира Далал (камео)          |
| 2016 | ф |                  | Banjo                    | Кристина (Крис)               |
| 2017 | ф | Пять свадеб      | 5 Weddings               | Шайна Дхаливал                |

## Ссылка
- Официальный сайт